# Nomia albofasciata
Nomia albofasciata là một loài Hymenoptera trong họ Halictidae. Loài này được Smith mô tả khoa học năm 1875.